# Линдон (Јута)
Линдон (енгл. Lindon) град је у америчкој савезној држави Јута.

## Демографија
По попису из 2010. године број становника је 10.070, што је 1.707 (20,4%) становника више него 2000. године.
| Група             | 2000.         | 2010.         |
| Белци             | 7.898 (94,4%) | 8.895 (88,3%) |
| Афроамериканци    | 17 (0,2%)     | 50 (0,5%)     |
| Азијати           | 58 (0,7%)     | 135 (1,3%)    |
| Хиспаноамериканци | 278 (3,3%)    | 720 (7,1%)    |
| Укупно            | 8.363         | 10.070        |